# تاریخ سیاسی اسلام
تاریخ سیاسی اسلام نام مجموعه دو جلدی است به قلم رسول جعفریان که جلد اول آن با عنوان «سیره رسول خدا» در ۶۹۲ صفحه و جلد دوم آن نیز تحت عنوان «سیره خلفا» در ۸۲۸ صفحه به رشته تحریر درآمده. این کتاب به زبان‌های انگلیسی، عربی و اردو ترجمه شده‌است.

## مقدمه
رسول جعفریان در بخشی از مقدمه این مجموعه چنین می‌آورد:
نویسنده اعتراف می‌کند که قضاوت‌هایش در همه ابواب مطابق واقع نیست؛ چرا که لزوماً متخصص در همه این دوره‌ها نبوده و با منابع، به ویژه منابع تازه پژوهشی که انتشار یافته آشنایی ندارد. با این حال، همان گونه که از منابع بحث به دست می‌آید، تلاش بر آن بوده‌است تا در هر بخش، منابع کهن مورد ملاحظه قرار گیرد.

## ساختار
در جلد اول این مجموعه دو جلدی که با رویکرد تحلیلی نگارش و تحت عنوان «سیره رسول خدا» منتشر شده‌است به بررسی تاریخ سیاسی اسلام از زمان حیات تا درگذشت محمد ابن عبدالله پرداخته می‌شود. اما در جلد دوم این مجموعه افزون بر بررسی رویدادها، سیره و منش و اندیشه‌های خلفای نخستین و تاریخ تحولات دوران دو سلسله خلافت بنی امیه و بنی عباس، به زندگی امامان شیعه نیز پرداخته شده‌است.

### سیره رسول خدا
این کتاب در ۷ فصل نگاشته شده‌است که آنها عبارتند از:
- فصل اول: تاریخ نگاری مسلمانان
- فصل دوم: دوره جاهلی
  - اوضاع سیاسی و اجتماعی اعراب جزیره العرب
  - دین و دین‌داری مردم در دوران جاهلیت
  - فرهنگ و دانش در دوران جاهلیت
- فصل سوم: آغاز اسلام
- فصل چهارم: اسلام در برابر فشار قریش
- فصل پنجم: اسلام در مدینه (در این فصل به تحلیل علل گسترش سریع اسلام در مدینه پرداخته شده‌است)
- فصل ششم:جنگ‌های رسول خدا تا سال پنجم هجرت (غزوه بدر، احد، احزاب، بنی‌قریظه و جنگ با قبیله‌ها)
- فصل هفتم: به سوی پیروزی بر حجاز (در این فصل به بررسی صلح حدیبیه، فتح خیبر و مکه و… تا درگذشت محمد ابن عبدالله بیان شده‌است).[۱۱][۱۲][۱۳]

### سیره خلفا
این کتاب در ۱۲ بخش اصلی تألیف شده‌است که آنها عبارتند از:
- بخش اول: خلافت ابوبکر
- بخش دوم: خلافت عمر
- بخش سوم: خلافت عثمان
- بخش چهارم: امامت علی
- بخش پنجم: امامت حسن مجتبی
- بخش ششم: پادشاهی معاویه
- بخش هفتم: نهضت کربلا و پیامدهای آن
- بخش هشتم: انتقال خلافت از سفیانیان به مروانیان
- بخش نهم: امام سجاد
- بخش دهم: دولت مروانیان
- بخش یازدهم: شیعیان در آخرین دهه‌های حکومت امویان
- بخش دوازدهم: دولت مروانی رو به سوی زوال[۱۴][۱۵][۱۶]

## نقد و بررسی
این کتاب علاوه بر این که موضوع چند مصاحبه و گزارش بوده، چندین بار هم مورد نقد و بررسی قرار گرفته‌است.